# Gmina Aerodrom
Gmina Aerodrom (mac. Општина Аеродром) – gmina tworząca jednostkę administracyjną Wielkie Skopje, będąca częścią skopijskiego regionu statystycznego (скопски регион).

## Demografia
Według spisu z 2002 roku gminę zamieszkiwało 72 009 osób. Kobiety stanowiły ponad połowę mieszkańców (50,3%), mężczyźni (49,7%). Pod względem narodowości większość mieszkańców stanowią Macedończycy (91,9%), a wśród mniejszości narodowych największą grupę tworzą Serbowie (3,2%), pozostali zaś (4,9%).
W skład gminy wchodzi:
- 9 osiedli: Aerodrom, Gorno Lisicze, Dołno Lisicze, Jane Sandanski, Lisicze, Miczurin, Nowo Lisicze, Ostrowo, Reonski Centar.